# 印西市立原山中学校
印西市立原山中学校（いんざいしりつ はらやまちゅうがっこう）は、千葉県印西市原山一丁目にある公立中学校。

## 概要
千葉県印西市の千葉ニュータウンにある学校。北総鉄道の千葉ニュータウン中央駅から歩いておよそ15分、県立花の丘公園に隣接し、まわりには千葉ニュータウンの街並みが広がっている。

## 沿革
- 1990年（平成2年） - 印西町立船穂中学校から分離し、印西町立原山中学校を創立[3]。
- 1996年（平成8年） - 市制施行により印西市立原山中学校と校名変更[3]。

## 学区
- 原山小学校の学区である、印西市原山一丁目、原山二丁目、原山三丁目及び泉の全部の区域[4]。
- 内野小学校の学区である、印西市内野一丁目、内野二丁目、内野三丁目、戸神台一丁目及び中央南一丁目の全部の区域[4]。

## 著名な出身者
- 城定信次（元サッカー選手）